# Линейная тактика

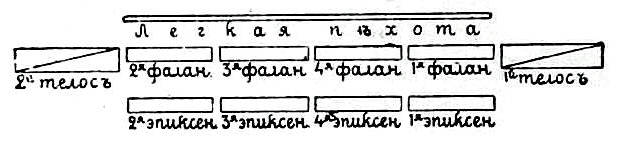
Греческий боевой порядок — «линии фаланг».
Рисунок из статьи «История военного искусства»
(«Военная энциклопедия Сытина»; 1913 год)

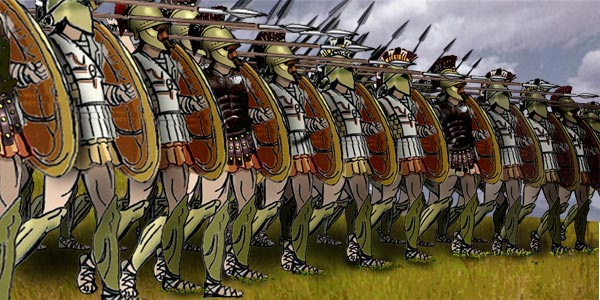
Реконструкция греческой фаланги.

Линейная тактика — теория и практика тактической подготовки и ведения стычки и боя в линейных боевых порядках при равномерном распределении войск (сил флота) по фронту, существовавшая с древних времён по XIX век. 
В конце XVIII — начале XIX века линейную тактику в сухопутных войнах сменила тактика колонн и рассыпного строя, а на море — манёвренная тактика.

## История
Самый древнейший и распространённый род оружия (войск) в истории человечества, военного дела, войн и вооружённых конфликтов это пехота, которая имела различные рода. Даже появление в античные времена на полях сражений конницы, колесниц и боевых слонов на это повлияло не сильно. С появлением массовой конницы пехота не теряет своей значимости, а после появления гоплитов в Древней Греции появился и линейный строй хорошо обученной линейной пехоты (фаланга) и тяжёлое вооружение делают линейную пехоту надолго главной частью войска. Линейная тактика была проста отдельные формирования гоплитов располагались справа налево, в порядке фил, длинным рядом до 8 шеренг глубиной. Линия фронта становилась параллельно неприятельской линии и устремлялась на последнюю сомкнутым строем, большей частью мерным, ровным шагом, с музыкой и пением, побеждал тот за кем оставалось поле боя, и тому принадлежала слава победы. Преимущество тяжёловооружённой пехоты сохранялось до I—III веков н. э. и в войске Древнего Рима нивелировалось, в основном, варваризацией войска.
Позже с массовым строительством кораблей Линейная тактика применялась и на воде, корабли противника выстроившись длинными рядами друг против друга, старались как можно скорее схватиться врукопашную и затем сражались как на суше.

### На суше

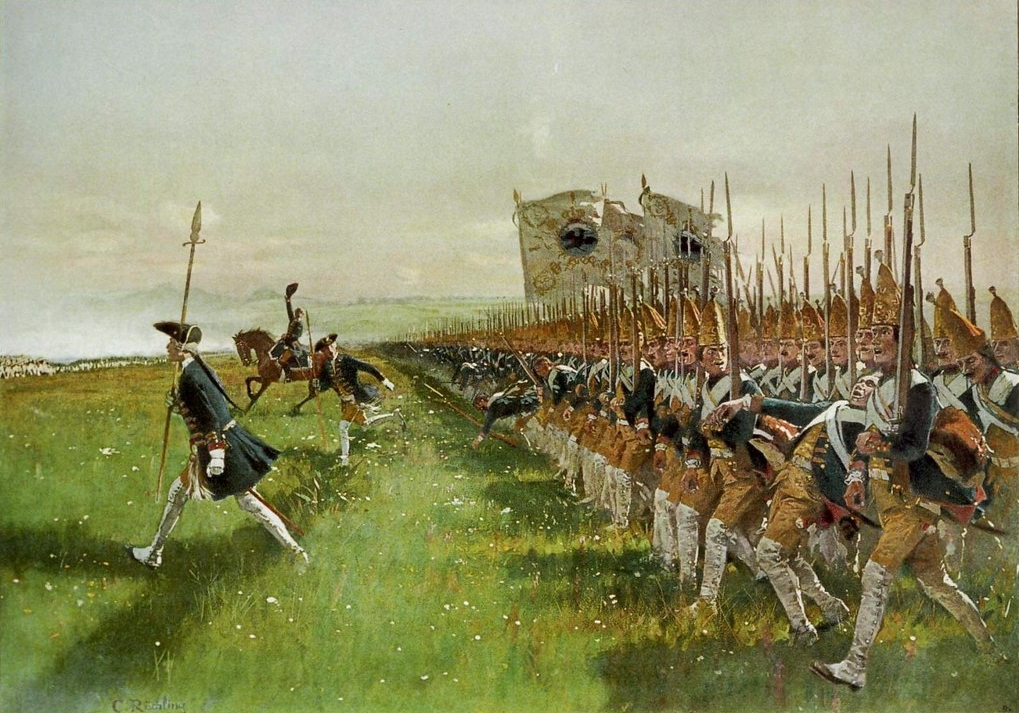
Пример линейной тактики — атака прусских гренадер в битве при Гогенфридберге 4 июня 1745 года.

Линейная тактика в регулярных войсках на суше получила развитие в связи с оснащением сухопутных войск ручным огнестрельным оружием и повышением роли огня в бою. Войска для ведения боя располагались в линию, состоявшую из нескольких шеренг (их количество определялось в зависимости от скорострельности оружия), что позволяло одновременно вести огонь из наибольшего количества ружей. Тактика войск сводилась в основном к фронтальному столкновению. Исход сражения во многом решался мощью пехотного огня.

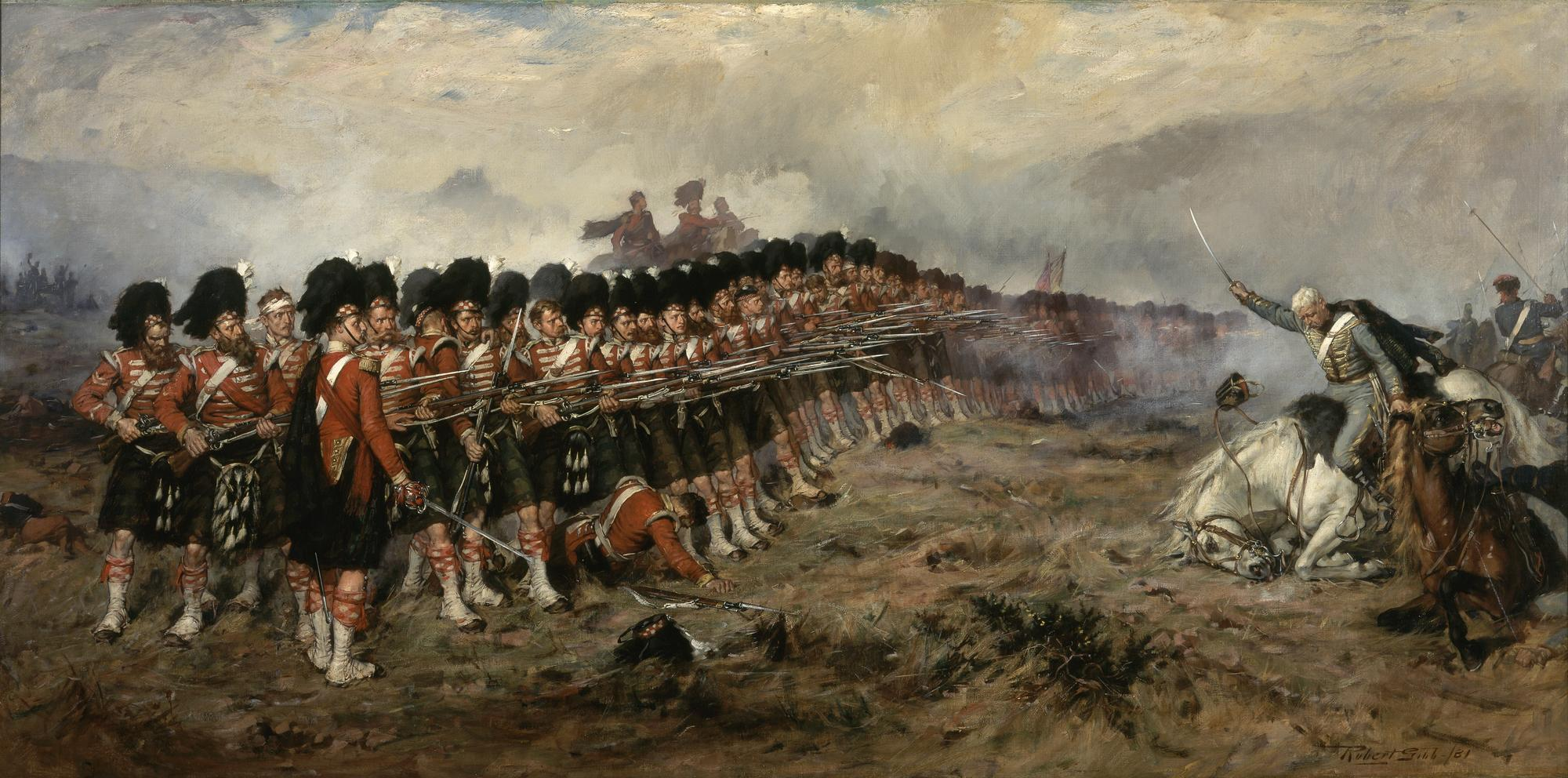
Пример линейной тактики в обороне — британцы отражают атаку русской конницы в Балаклавском сражении 25 октября 1854 года

Линейная тактика в Западной Европе зародилась в конце XVI — начале XVII веков в нидерландской пехоте, где квадратные колонны были заменены линейными построениями. Она была внедрена голландцами в лице Морица Оранского и его двоюродных братьев Вильгельма Людвига Нассау-Дилленбургского и Иоанна Нассау-Зигенского. Поднятие дисциплины в армии, а также улучшение подготовки офицеров, на что Мориц обращал особое внимание, позволили ему строить свою армию в 10, а в дальнейшем и в 6 шеренг. В русских войсках элементы линейной тактики впервые были применены в сражении при Добрыничах (1605). Полное оформление линейная тактика получила в шведской армии Густава II Адольфа в период Тридцатилетней войны, а затем была принята во всех европейских армиях. Этому способствовало увеличение скорострельности мушкета и усовершенствование артиллерии.
Превосходство линейного боевого порядка над старым боевым порядком из колонн окончательно определилось в сражениях при Брейтенфельде (1631) и Лютцене (1632), но одновременно выявились и отрицательные стороны линейного боевого порядка: невозможность сосредоточения превосходящих сил на решающем участке боя, способность действовать только на открытой равнинной местности, слабость флангов и трудность осуществления манёвра пехоты, в силу чего решающее значение для исхода боя приобрела кавалерия. Наёмные солдаты удерживались в сомкнутых линиях с помощью палочной дисциплины, а при нарушении строя убегали с поля боя. Классические формы линейная тактика получила в XVIII веке, особенно в прусской армии Фридриха Вильгельма I, а потом и Фридриха II, который жесточайшей муштрой довёл боевую скорострельность каждой линии до 4,5–5 залпов в минуту (это стало возможным после внесения новшеств в конструкцию ружья — таких, например, как односторонний шомпол).

Косой боевой порядок

 Чтобы устранить недостатки линейной тактики, Фридрих II ввёл косой боевой порядок (батальоны наступали уступом), состоявший из 3 линий батальонов, имевших по 3 шеренги. Конница строилась в 3 линии. Артиллерия размещалась в интервалах между батальонами, вводились легкие орудия, двигавшиеся за кавалерией, на флангах и впереди боевого порядка. Для обороны от кавалерии применялось каре. Несмотря на вводимые новшества, линейная тактика войск Фридриха II продолжала оставаться шаблонной и негибкой. Стоит, однако, заметить, что линейное построение с усилением в глубину одного фланга имеет более давнюю историю, в частности, именно таким приемом в 371 году до н.э. фиванская армия под предводительством Эпаминонда разгромила спартанскую армию царя Клеомброта в битве при Левктрах.
Разновидность пехоты, специально предназначенная для использования линейной тактики, называлась линейной пехотой. В течение приблизительно двух веков линейная пехота составляла основную часть пехоты стран Европы.

Тремя шеренгами, плечо к плечу, нога в ногу, имея по бокам взводных, а позади замыкающих офицеров, которые могли заколоть или застрелить каждого уклоняющегося, двигались эти солдаты, давая по команде залп и бросаясь прямо на вражеский огонь, пока снова не раздастся команда. Если враг не отступал под огнем, то надо было выбивать его штыками; «пусть же сам король отвечает, — любил говорить Фридрих своим «молодцам», — в случае если штыки не будут больше колоть».
О действии этих залпов создалось несколько преувеличенное представление; оно не совсем правильно, так как кремневые ружья были далеко не опасны: из них могли стрелять лишь на дистанции 200 шагов, не имея возможности прицеливаться при стрельбе (не было прицелов). Гораздо более опустошительно было действие пушек среди тесно сплоченных рядов; артиллерия с ее картечным огнем делала битвы того времени чрезвычайно кровавыми. Средняя цифра потерь обычно достигала трети войска; при Колине пруссаки потеряли 37%, при Цорндорфе — 33% (русские даже 40%), при Куннерсдорфе — 35%, при Торгау — 27%. 
— Ф. Меринг. Очерки по истории войн и военного искусства. — М.: Воен. изд-во, 1941.
Линейная тактика применялась также некоторыми видами конницы. В одно время тяжеловооружённая конница (рейтары, конногренадеры и кирасиры) применяла линейную тактику верхом («рейтарский строй»). Позже драгуны и уланы стали применять линейную тактику, будучи в пешем строю в обороне. Соответственно, название «линейная конница» перешло от тяжёлой конницы к драгунам и уланам. Гусары в XV–XVII веках носили доспехи и атаковали в сомкнутом строю. Ко времени наполеоновских войн вся регулярная кавалерия использовала для атаки сомкнутый строй (для преследования отступающего противника применяли рассыпной строй), так как тактика всех видов регулярной кавалерии была одинаковой — уставы были едины для всей кавалерии. Казаки, калмыки и другие части иррегулярной кавалерии русской армии, сформированной по национальному признаку, никогда не применяли линейной тактики, так как имели другие задачи и не были предназначены для этого по причине слабого обучения для действий в строю. Линейную тактику также не использовали пандуры, башибузуки и другие иррегулярные конники.
Русские полководцы XVIII века — Пётр I, П. С. Салтыков, П. Л. Румянцев-Задунайский, А.В. Суворов, не отказываясь от линейной тактики, использовали новые способы ведения боя. Пётр I в линейном боевом порядке применял резерв и ввёл более глубокое построение. Румянцев начал применять рассыпной строй и каре. Суворов помимо линейных боевых порядков применял колонны, каре, рассыпной строй и сочетания различных строев. Великая французская революция и создание массовых армий на основе всеобщей воинской повинности привели к переходу к новой тактике, основанной на сочетании колонн и рассыпного строя.

### На воде

#### В парусном флоте

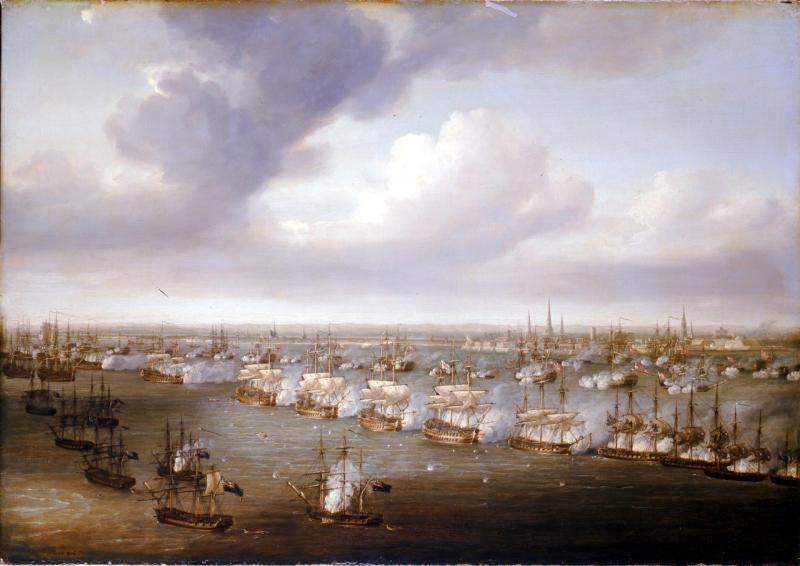
Пример линейной тактики — битва при Копенгагене (1801 год).

В парусном флоте тактика заключалась в формировании кораблями линии, в которой все суда были обращены бортом к противнику. Такую линию, например, создавали корабли, шедшие друг за другом (строем кильватера) и затем одновременно вставшие на якорь. Если была не одна линия, то обычно в линии, ближайшей к противнику, находились более мощные корабли. При встрече с противником два флота выстраивались параллельно друг другу.
Парусные корабли, специально построенные для использования линейной тактики, назывались линейными кораблями.
Линейная тактика была разработана английскими флотоводцами Робертом Блейком, Ричардом Дином и Джорджем Монком в ходе первой англо-голландской войны, когда после поражения при Дандженессе английский флот нуждался в мерах, что позволили бы обеспечить превосходство над нидерландским флотом. Ее применение обеспечило англичанам впечатляющий успех в сражении при Габбарде, которое они выиграли с минимальными потерями со своей стороны. После войны 1652-1654 годов линейную тактику начали внедрять и голландцы, а за ними и все остальные. На следующие полтора века линейная парадигма стала основной тактикой морского сражения. 
В конце XVIII века русские флотоводцы Г. А. Спиридов и Ф. Ф. Ушаков отказались от шаблонов линейной тактики и заложили основы манёвренной тактики, особенности которой заключались в создании превосходства в силах или огневой мощи против части сил противника, что достигалось охватом головы колонны его линейных кораблей или расчленением их строя, с последующим окружением и разгромом части сил вражеского флота, включая флагманский корабль. Эти принципы в дальнейшем были использованы адмиралом Г. Нельсоном в сражениях при Абукире и Трафальгаре и Д. Н. Сенявиным в Афонском сражении и способствовали её утверждению.

#### На флоте в XX веке
В 1899 году британский адмирал Фишер предложил при стрельбе ориентироваться по всплескам от падения снарядов. Однако при этом потребовались унификация артиллерии (чтобы избежать путаницы в определении всплесков снарядов главного калибра и среднекалиберной артиллерии), централизованное управление огнём с единого общекорабельного поста и распространение электроприводов, ускоривших наведение тяжелых орудий. Теперь пристрелку мог осуществлять только головной корабль, а идущие за ним в кильватере ориентировались по всплескам его снарядов. Такое выстраивание кораблей в кильватерную колонну (линию) напоминало линейную тактику старинных парусных кораблей и также получило наименование линейной тактики. Такая тактика применялась в ходе Первой мировой войны и несколько раз в ходе Второй мировой войны.
В России корабли XX века, предназначавшиеся для борьбы в линии, назывались линкорами и линейными крейсерами. Однако попытки ставить линейные крейсера в одну линию с линкорами подвергали их большой опасности ввиду слабой защиты. Это проявилось в ходе Ютландского сражения, когда британский флот, делавший упор на крейсерские качества, потерял сразу три капитальных корабля. Дальнейшее развитие линейных кораблей на протяжении первой половины XX века обеспечило слияние линейного крейсера и линкора в быстроходный линкор — хорошо защищенный, подвижный и тяжело вооруженный одновременно. Однако развитие класса и линейной тактики как таковой было завершено Второй мировой войной, когда исход морских сражений начали определять другие корабли — подводные лодки и особенно авианосцы.